# Surveillance de la navigation maritime
La surveillance de la navigation maritime se fait en France grâce au système SURNAV, qui est un système de comptes-rendus obligatoires visant les navires à risques.

## Historique
Il s'agit d'une réglementation strictement française, qui a été implémenté par les Préfets maritimes de Brest et de Cherbourg, à la suite de l'accident de l'AMOCO CADIZ en 1978. Cet arrêté a pour objet de réglementer l'approche des côtes françaises (mer du Nord, Manche et Atlantique) par les navires à risques en vue de prévenir les pollutions marines accidentelles.

## Navires à risques
Les navires à risques sont clairement définis suivant le type de cargaison qu'ils transportent soit en vrac soit en colis.
Les transports en vrac tels que :
- des hydrocarbures (annexe I MARPOL 73) ;
- d'autres substances liquides nocives (annexe II MARPOL 73) ;
- des substances liquides nocives qui appartiennent aux catégories MARPOL A et B ;
- des substances nuisibles définies à l'annexe III du MARPOL 73 ;
- des marchandises dangereuses définies dans le code IMDG.

Les transports en colis tels que des matières fissibles ou irradiées.

## Obligations
- Signaler par message aux CROSS (autorités maritimes compétentes), toute intention de naviguer dans les eaux territoriales françaises au moins 6 heures avant d'y arriver.
- Assurer une veille auditive permanente sur le canal VHF 16.
- Signalement des accidents en Mer (Avarie à moins de 50 milles des côtes)
- Suivre toute indication donné par la Préfet maritime lors du transit.
- Donner l'état de ses capacités de manœuvre et de navigation.

## Procédures
Il existe deux différentes procédures lors de l'approche d'une zone de report, selon que l'on a une avarie ou non.
La première procédures suit donc le modèle de message de préavis d'entrée dans les eaux territoriales françaises et la seconde suit le modèle du message de signalement des avaries ou accidents de mer par les navires accidentés. Ces deux procédures sont reprises et détaillé en annexe B et C de l'arrêt préfectoral.